# Perdita euzonata
Perdita euzonata är en biart som beskrevs av Timberlake 1964. Perdita euzonata ingår i släktet Perdita och familjen grävbin. Inga underarter finns listade i Catalogue of Life.